# 亜寒帯湿潤気候
|   |        |     |     |     |     |    |     |     |     |     |     |     |     |     |     |     |     |     |
|   |        | fa  | fb  | fc  | fd  | m  | wa  | wb  | wc  | wd  | sa  | sb  | sc  | sd  |     |     |     |     |
| E | 寒帯   |     |     |     |     |    |     |     |     |     |     |     |     |     | ET  | ET  | EF  | EF  |
| D | 亜寒帯 | Dfa | Dfb | Dfc | Dfd |    | Dwa | Dwb | Dwc | Dwd | Dsa | Dsb | Dsc | Dsd |     |     |     |     |
| C | 温帯   | Cfa | Cfb | Cfc |     |    | Cwa | Cwb | Cwc |     | Csa | Csb | Csc |     |     |     |     |     |
| B | 乾燥帯 |     |     |     |     |    |     |     |     |     |     |     |     |     | BSh | BSk | BWh | BWk |
| A | 熱帯   | Af  | Af  |     |     | Am | Aw  | Aw  |     |     | As  | As  |     |     |     |     |     |     |

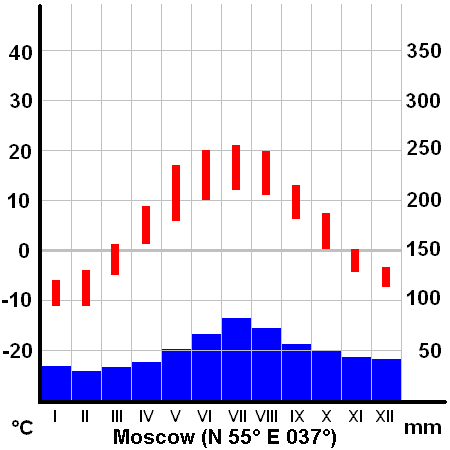
モスクワの雨温図

亜寒帯湿潤気候（あかんたいしつじゅんきこう）はケッペンの気候区分における気候区の一つで亜寒帯（冷帯）に属する。冷帯湿潤気候（れいたいしつじゅんきこう）または冷帯多雨気候（れいたいたうきこう）ともいい、符号はDfa/Dfb/Dfc/Dfdで代表してDfで表すことが多い。Dは冷帯、fは湿潤 (feucht) を表す。亜寒帯冬季少雨気候とは降水量（積雪）や湿度の違い以外はない。

## 概説
- この気候は北半球の北緯40度以北の大部分に分布。東ヨーロッパ - 西シベリアおよび中央シベリア、北アメリカ大陸・樺太・北海道・本州東部に分布。地球上に最も広く分布する気候区である。
- 気温の年較差は大きく夏は平均気温が10度を超すが、冬は-3℃を下回り積雪は根雪となる。
- 年中平均した降水。高緯度低圧帯の影響で冬は積雪が多く、北海道の日本海側や北アメリカの五大湖周辺など、風上側に海や大きな湖がある地域では特に降雪や積雪が多い（湖水効果による雪）。
- 北部の土壌はポドゾルで農業に不適でタイガ（亜寒帯林）が広がる。
- 夏に気温のかなり上がる（10℃以上が4か月以上持続する）南部では農業が行うことができ、春小麦やジャガイモ・ライ麦などが収穫できる。
- シベリア南西部にかけては肥沃な黒土地帯があり、世界一の春小麦地帯である。
- 最多雨月が冬季にある場合は積雪が極めて多く、世界有数の豪雪地帯である場合が多い（札幌市、酸ヶ湯、仙北市角館町など）。

## 条件
- 最寒月平均気温が-3℃未満。
- 最暖月平均気温が10℃以上。
- 年平均降水量が乾燥限界以上かつ下記の条件を満たす。
  - 最多雨月が夏にある場合は、最多雨月降水量≦10×最少雨月降水量。
  - 最多雨月が冬にある場合は、最多雨月降水量≦3×最少雨月降水量または最少雨月降水量が30mm以上。

さらに、最寒月・最暖月平均気温によって次の4つに分けることができる。
- Dfa - 最暖月が22℃以上。
- Dfb - 最暖月が10℃以上22℃未満かつ月平均気温10℃以上の月が4か月以上。
- Dfc - 最暖月が10℃以上22℃未満かつ月平均気温10℃以上の月が3か月以下かつ最寒月が-38℃以上-3℃未満。
- Dfd - 最暖月が10℃以上22℃未満かつ月平均気温10℃以上の月が3か月以下かつ最寒月が-38℃未満。

## 分布

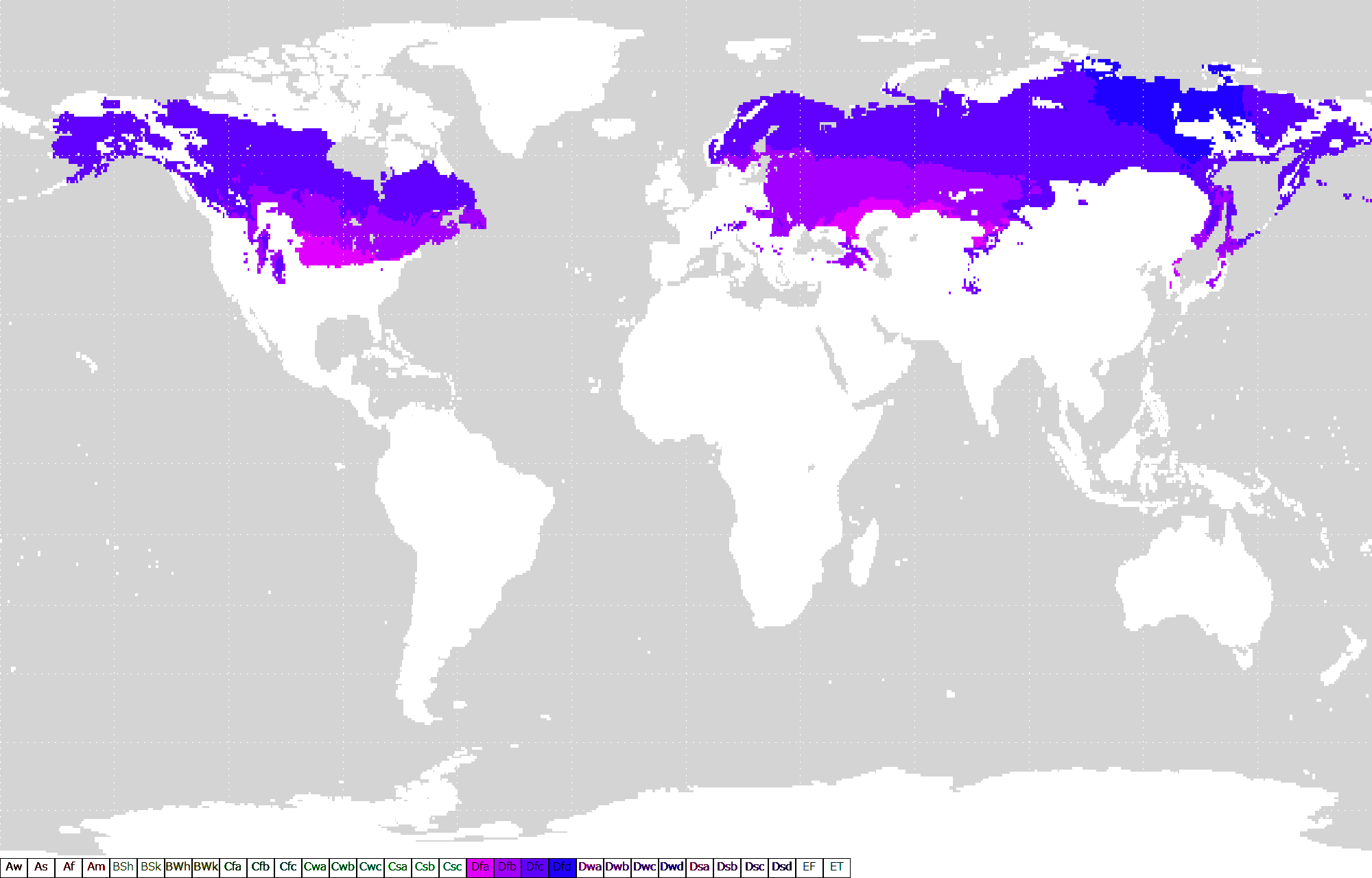
亜寒帯湿潤気候 (Df) の世界的な分布

### 分布地域
- 大陸東岸では北緯40度以上、大陸西岸ではもう少し北に分布する。
- 東ヨーロッパ - 西シベリアおよび中央シベリア、北アメリカ大陸・樺太・北海道・本州東部に分布。

## 日本での分布地域
- 日本の亜寒帯湿潤気候は世界最南限の一つである。
- 北海道のほぼ全域と東北の内陸部、北関東から甲信越・飛騨にかけての高原地帯がDfa, Dfbに属する。
- 樺太は南部がDfb、北部がDfcである。
- 北海道の山岳では廃止山岳気象官署である阿寒岳（標高1353.2m）、佐幌岳（標高1052.8m）が観測期間は短いがDfcに相当し[1]、北海道大学低温科学研究所によれば白雲岳避難小屋（標高2000m）における観測結果もDfcに相当している[2]。
- 北海道以外では主に標高の高い山岳地帯にDfに相当する領域が分布し、かつて存在した山岳気象官署[注 1]である岩手山（標高1770.7m）、男体山（標高2479.9m）も観測期間は短いがDfcに相当していた[1]。
- 同様に廃止山岳気象官署であるが、蔵王山（標高1760.0m）、霧ヶ峰（標高1925.0m）、清水越（標高1585.0m）、大台ヶ原山（標高1566.0m）、氷ノ山（標高1502.7m）、石槌山（標高1957.9m）も観測期間は短いもののDfbに相当していた[1]。また立山カルデラ砂防博物館による観測では立山内蔵助山荘（標高2780m）の観測結果がDfcに相当している[3]。

亜寒帯湿潤気候に属する観測地点が存在するのは以下の市町村である。（かっこ書きは気象官署またはアメダスの設置点）：
北海道（観測地点がとても多いため、総合振興局や振興局を表示）：
- 渡島総合振興局の
  - 松前町、函館市、木古内町を除く全域
- 檜山振興局の
  - 江差町、奥尻町、せたな町、八雲町（熊石）を除く全域
- 胆振総合振興局の
  - 室蘭市を除く全域
- 日高振興局の
  - えりも町（襟裳岬）、浦河町を除く全域
- 空知総合振興局・石狩振興局の全域
- 後志総合振興局の
  - 寿都町、神恵内村を除く全域
- 上川総合振興局・留萌振興局・宗谷総合振興局・オホーツク総合振興局・十勝総合振興局・釧路総合振興局・根室振興局の全域

青森県：
- 青森市（酸ヶ湯）標高890m
- 十和田市（休屋）標高414m

岩手県：
- 八幡平市（岩手松尾）標高275m、（荒屋）標高290m
- 宮古市（区界）標高760m
- 盛岡市（藪川）標高680m、
- 一戸町（奥中山）標高430m
- 葛巻町（葛巻）標高418m
- 西和賀町（沢内）標高407m、

秋田県：
- 鹿角市（八幡平）標高578m

福島県：
- 福島市（鷲倉）標高1220m
- 檜枝岐村（桧枝岐）標高973m
- 北塩原村（檜原）標高824m
- 南会津町（田島）標高544m

栃木県：
- 日光市（奥日光）標高1291.9m、（土呂部）標高925m - 亜寒帯冬季少雨気候のDwbに属す部分も。

群馬県：
- 草津町（草津）標高1223m
- 嬬恋村（田代）標高1230m

長野県：
- 上田市、須坂市（菅平）標高1253m
- 松本市（奈川）標高1068m
- 軽井沢町（軽井沢）標高999.1m
- 信濃町（信濃町）標高685m
- 木曽町（開田高原）標高1130m
- 南牧村（野辺山）標高1350m
- 原村（原村）標高1017m

岐阜県：
- 高山市（六厩）標高1015m、（宮之前）標高930m

## 典型的な都市

### Dfa
- 札幌市（日本）
- トロント（カナダ）
- シカゴ（アメリカ）[4][5]
- デトロイト（アメリカ）
- ボストン（アメリカ）
- エリスタ（ロシア）
- ヴォルゴグラード（ロシア）

### Dfb
- 帯広市（日本）
- 旭川市（日本）
- 小樽市（日本）
- 軽井沢町（日本）
- モスクワ（ロシア）[4][5]
- サンクトペテルブルク（ロシア）
- ノヴォシビルスク（ロシア）
- オムスク（ロシア）
- クラスノヤルスク（ロシア）
- キーウ（ウクライナ）
- ミンスク（ベラルーシ）
- ヘルシンキ（フィンランド）
- オスロ（ノルウェー）[4]
- ウィニペグ（カナダ）[4][5]
- エドモントン（カナダ）
- モントリオール（カナダ）

### Dfc
- リレハンメル（ノルウェー）
- アンカレジ（アメリカ）
- フェアバンクス（アメリカ）
- ペトロパブロフスク・カムチャツキー（ロシア）
- マガダン（ロシア）
- ヤクーツク（ロシア）[4]

### Dfd
この気候区分に属する都市はロシアサハ共和国内にのみ存在するが、冬は-50℃以下も珍しくないほどの極寒となる上、夏も昼は+30℃以上の極地とは思えない猛暑となり、気温の年較差も大きくなる。そのため亜寒帯冬季少雨気候 (Dwd) とすることがある。
- ウダーチヌイ（ロシア）
- オイミャコン（ロシア）

## 気候の特徴
南部では夏は温暖で植生期間（月平均気温10度以上の期間）が長い。特にグレートプレーンズ周辺やカナダとアメリカ両国の国境部では、暑くなる日も多い。
冬は長く寒さが厳しく積雪も多い大陸性の気候。雨量はそれほど多くなく、1年通して平均的な降水量。ただ、北海道の日本海側やアメリカ・カナダの五大湖周辺など、湖水効果雪の影響を受ける地域では冬季の降水量（降雪量）は多い。

## 土壌と植生の特徴
褐色森林土の分布する南部は針葉樹と広葉樹の混合林（混交林）、酸性土壌のポドゾルに覆われる北部はタイガ（モミ、エゾマツ、トドマツなどの針葉樹林）が広がっている。

## 産業
- 夏に比較的高温となる南部では、春小麦が栽培されている。その他、ジャガイモ・カブ・ライ麦・蕎麦などもある。北海道では、稲作も行われる。
- 農作物の栽培に向かないやせ地や月平均気温10℃以上の月が3か月以下 (Dfc, Dfd) の北部地域などでは酪農・放牧などが行われている。地域によっては、冷涼な気候に強いジャガイモ･カブ・ライ麦・蕎麦などが栽培されている所がある。
- 大消費地に近い地域では酪農･そうでない地域では放牧が行われている。

### 註釈
1. ↑  第二次世界大戦以前は日本各地に山岳気象官署が存在していたが、戦後に人員不足・ラジオゾンデの発達などから整理廃止されていった「高層気象観測の発展と現状」についてのコメントに対する回答 (PDF) 。これらの観測時代は古いため現在では気候が変わっている可能性がある。